# Maschinensex
Der Maschinensex ist eine Sexualpraktik, bei der man durch passende Sexmaschinen zum Orgasmus gebracht werden kann. Ein Sexualpartner ist dafür nicht erforderlich.

## Grundlagen
Beim Maschinensex werden in erster Linie der Penis bzw. die Vagina stimuliert, zusätzlich auch der Anus oder die Brustwarzen.
Für Männer gibt es elektrisch und druckmechanisch funktionierende Masturbatoren für den Penis. Für Frauen gibt es Dildos mit Vibratoren für die Vagina. Zusätzlich ist bei beiden die Stimulation des Anus über passende Butt-Plugs mit eingebauten Vibratoren möglich. Es werden auch sogenannte Fickmaschinen verwendet, bei denen ein Dildo oder ein Vibrator maschinell vorwärts- und rückwärts bewegt werden und so für die vaginale oder anale Penetration sorgen. Viele Sextoys können auch mit Elektrostimulatoren erweitert werden.
Der Maschinensex ist oft im Bereich des Gummifetischismus mit Totaleinschluss zu finden. Bei einer sehr schweren Heavy-Rubber-Ausrüstung ist aufgrund von zunehmendem Gewicht und Schichtdicke der Latexkleidung die eigene Beweglichkeit gering oder z. B. bei zusätzlicher Bondage oft gar nicht mehr möglich. Es ist sowohl Wunsch als auch Notwendigkeit, die sexuelle Stimulation und Penetration komplett an passende Geräte und Maschinen abzugeben. In der Regel werden auch noch schwere Gas- oder Gummimasken mit zahlreichen Schlauchanschlüssen verwendet. Insgesamt wird dadurch der Totaleinschluss derart vorangetrieben, dass man nach außen mit den angeschlossenen Schläuchen und Kabeln wie ein Gummiroboter oder eine Gummimaschine erscheint. Das Eingeschlossensein in einer derartigen Ausrüstung und auch der Anblick von Personen in dieser Ausrüstung wird von Liebhabern als sexuell sehr anregend empfunden.

## Technische Entwicklung
Schon 1994 stellte Alfred Biolek in seiner Talkshow Boulevard Bio mit dem Thema „Cybersex“ ein Paar in Fernbeziehung vor, das speziell angefertigte Anzüge mit Sensoren und Vibratoren entwickelt hatte. Diese Vibratoren waren über das damalige Telefonnetz ISDN mit dem Computer des Partners am anderen Ort verbunden. Mit speziell entwickelten Programmen konnte die Stimulation eines bestimmten Körperteils ausgewählt und aktiviert werden. Inzwischen gibt es beispielsweise über USB an den Computer anschließbare und steuerbare Vibratoren. 2005 wurde eine Ausrüstung von dem Kanadier John Green (JG Leathers) entwickelt.
Inzwischen gibt es kommerzielle Anbieter, die komplette Ausrüstungen herstellen und zum Verkauf anbieten. Auch in Domina- und Fetisch-Studios werden diese Ausrüstungen angeschafft und ins Programm genommen.